# Tjog
Das (der) Tjog war ein schwedisches Stückmaß und entsprach der Stiege oder Steige. Es gehört zu den älteren Maßen. In der Krebsfängerei war das Tjog ein praktikables Zählmaß.
- 1 Tjog = 20 Stück
- 3 Tjog = 1 Skock = 60 Stück = 5 Dussin (Dutzend)